# Nikolaj Kroeglov jr.
Nikolaj Nikolajevitsj Kroeglov jr. (Russisch: Николай Николаевич Круглов) (Nizjni Novgorod, 8 april 1981) is een Russisch biatleet.
Nikolaj Kroeglov jr. is de zoon van olympisch kampioen van de Olympische Winterspelen 1976 Nikolaj Kroeglov sr. die het goud won op de 20 kilometer biatlon.
Vader Kroeglov leerde zijn zoon de kneepjes van het vak en dat betaalde zich in 2005 voor het eerst uit in mondiaal eremetaal. Tijdens de voor de allereerste keer gehouden wereldkampioenschappen gemixte estafette wist Kruglov samen met zijn teamgenoten wereldkampioen te worden en daarmee het goud op te strijken.
Een jaar later, tijdens de Olympische Winterspelen 2006 maakte Kroeglov deel uit van de Russische estafetteploeg. Met deze ploeg, verder bestaande uit Ivan Tsjerezov, Sergej Tsjepikov en Pavel Rostovtsev legde Kroeglov beslag uit de eerste olympische medaille uit zijn carrière. De Russen eindigden ruim achter Duitsland, maar tegelijkertijd nog ruim voor Frankrijk, wat genoeg was voor de tweede plaats en een zilveren medaille.